# Leksaks- och samlarmuseet
Leksaks- och samlarmuseet (kort Leksaksmuseet) är ett museum kring temat leksaker och lek beläget vid Brantvägen 3 i Fisksätra, Nacka kommun. I samma byggnad har Historiearvsmuseet i Nacka sina lokaler.

## Historik
Stockholms leksaksmuseum hade tidigare sina utställningar i Philipsenska Skolinrättningens gamla skollokaler vid Mariatorget på Södermalm, där det öppnade 1980. År 2004 flyttade man till Söderdepån vid Tegelviksgatan och var granne med Spårvägsmuseet. På hösten 2017 fick både Leksaksmuseet och Spårvägsmuseet flytta, eftersom Söderdepån skulle rivas och bostäder byggas på tomten. Den 26 maj 2018 öppnade Leksaksmuseet på nytt i nya lokaler i Saltsö Pir, nära hamnen i Fisksätra.
Museet drivs av Stiftelsen Hobby och Leksaksmuseet som bildades den 5 mars 1975. Syftet för stiftelsen är ”att vid sidan av en permanent, inkluderande och engagerande utställning av gamla leksaker, låta samlare från olika hobby- och samlarföreningar visa sina föremål i specialutställningar”.

## Verksamhet
Liksom tidigare visar Leksaksmuseet leksaker och samlarföremål från 1800-, 1900- och 2000-talet.  Utställningen bygger till 90 procent på stiftelsens egna föremål. Till museets utställningsföremål räknas bland annat Star Warsfigurer, Barbiedockor, porslinsdockor, Lego, bilar, båtar, mjukisdjur, mekaniska leksaker såsom modellångmaskiner och projektorer samt olika spel. I museet finns även en stor samling tennfigurer och Järnvägssällskapets modelljärnväg.

## Utställningen (urval)

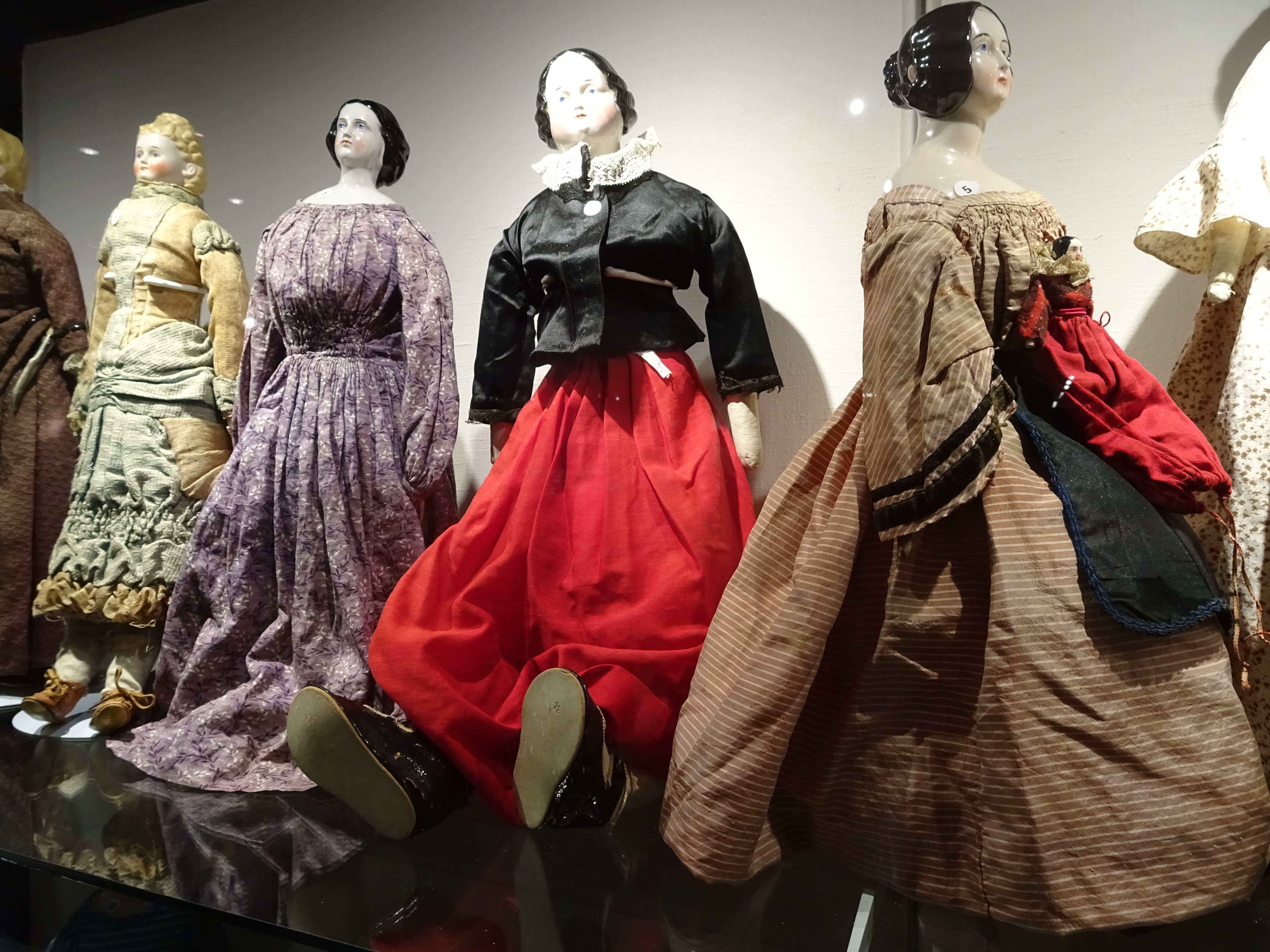
Porslinsdockor
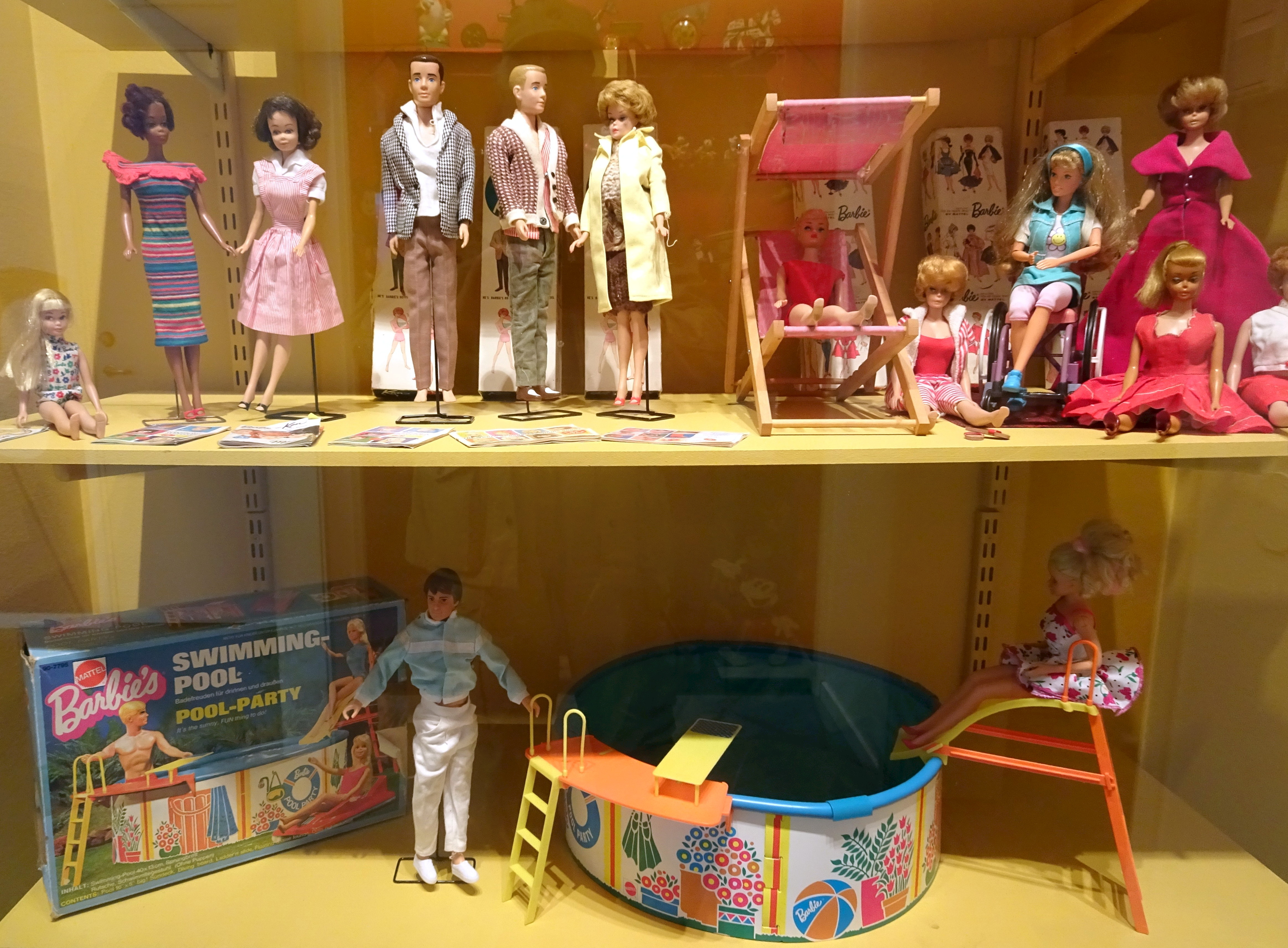
Barbiedockor
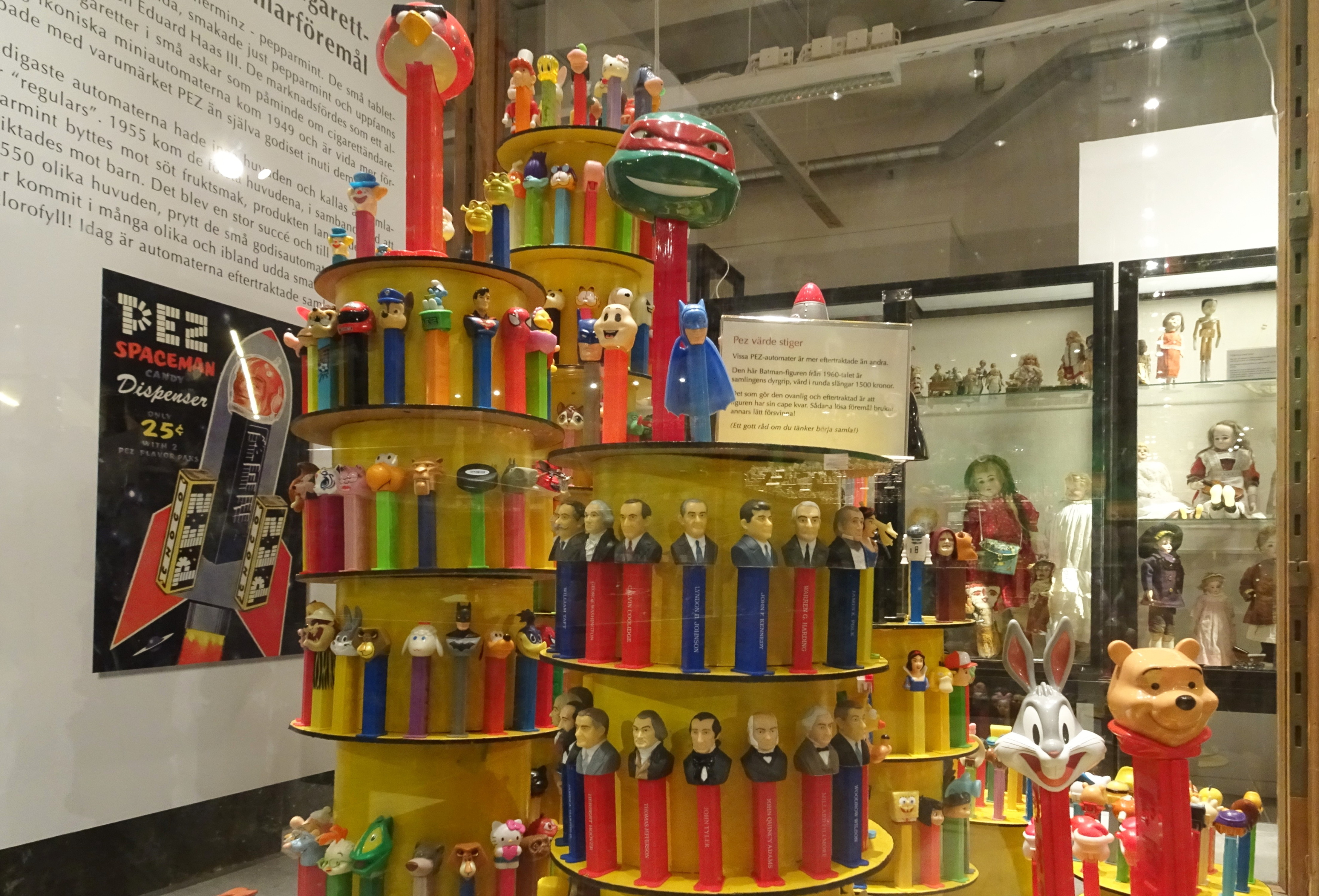
PEZ-miniautomater
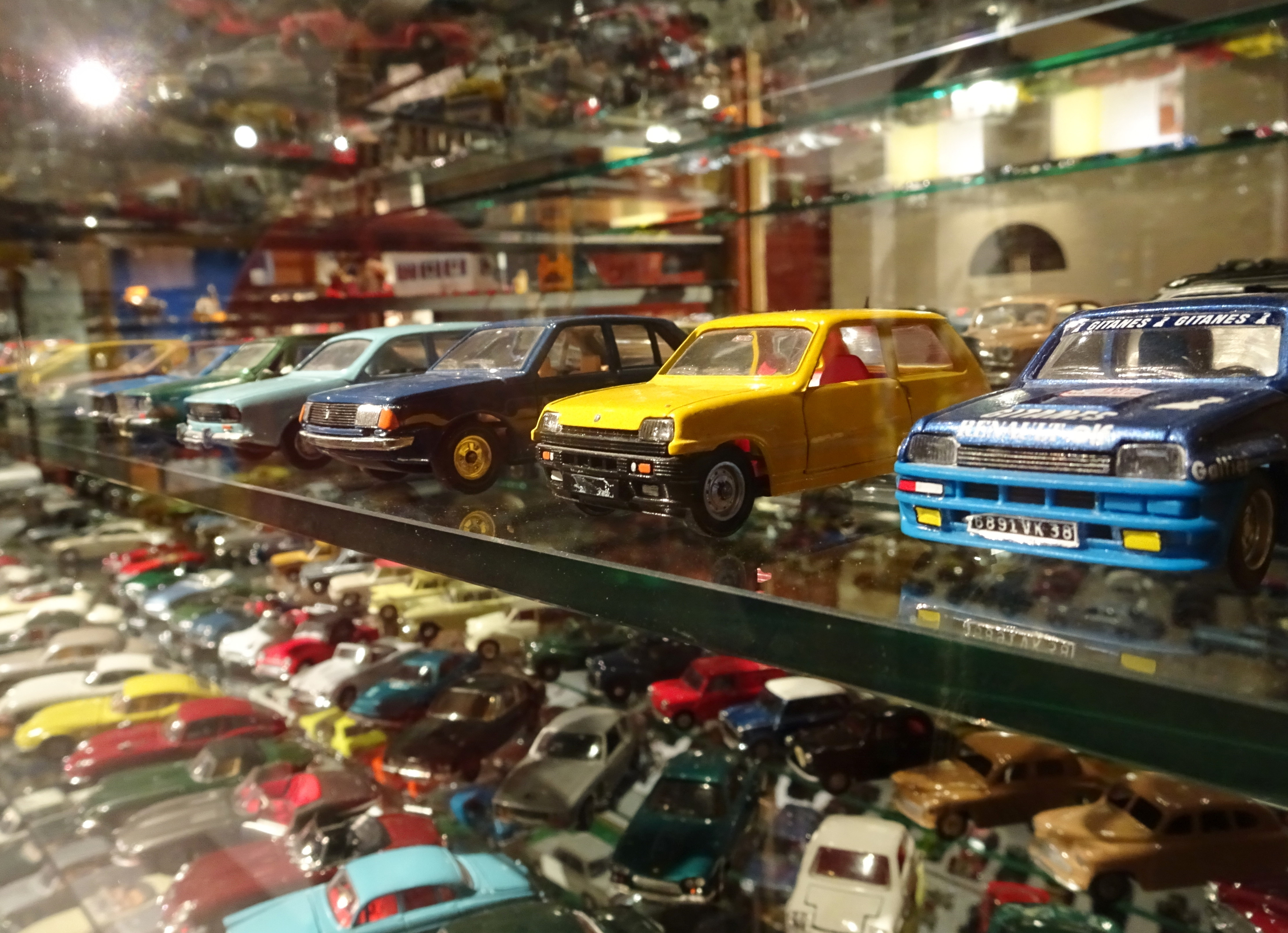
Modellbilar

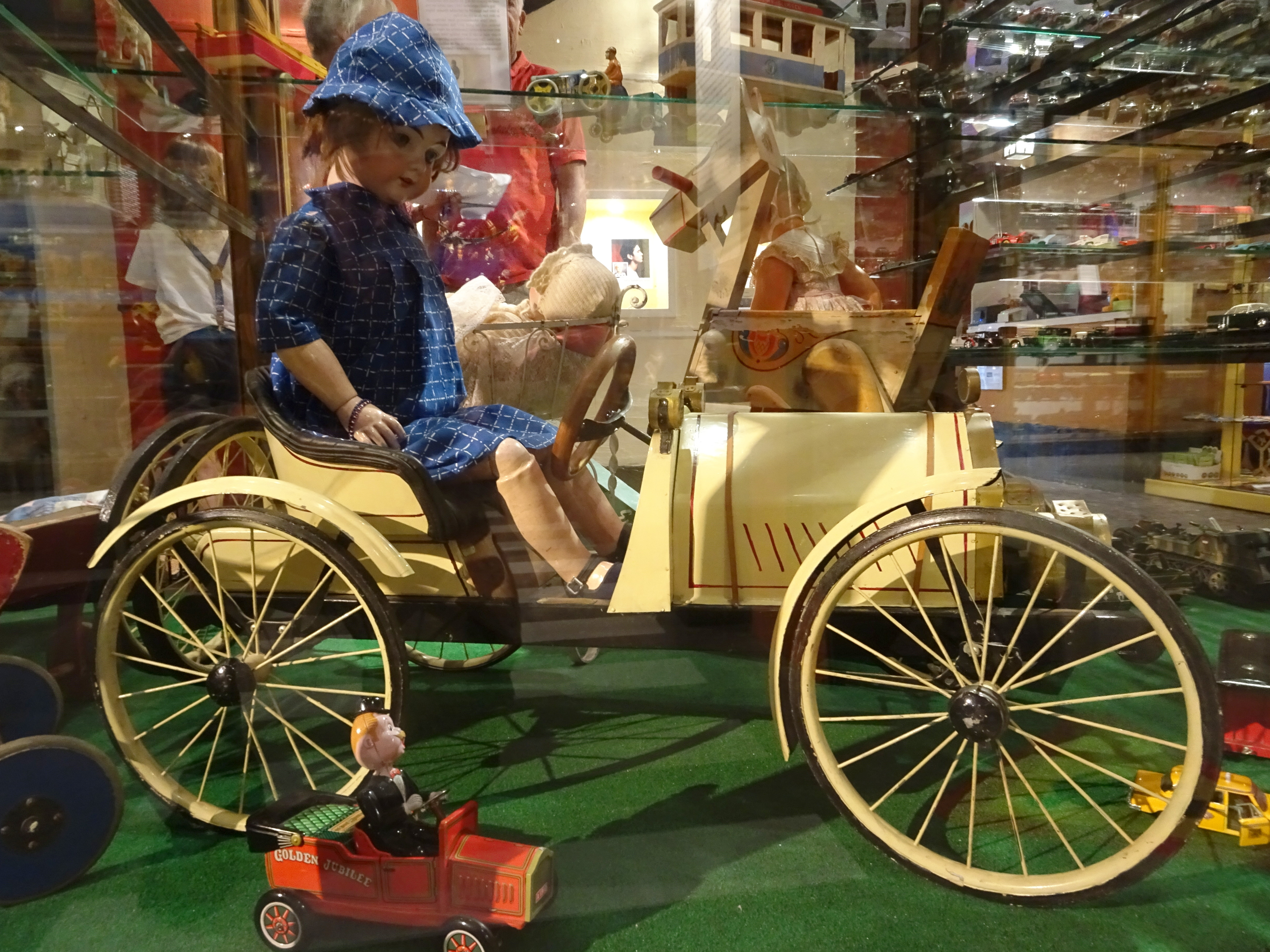
Leksaksbil
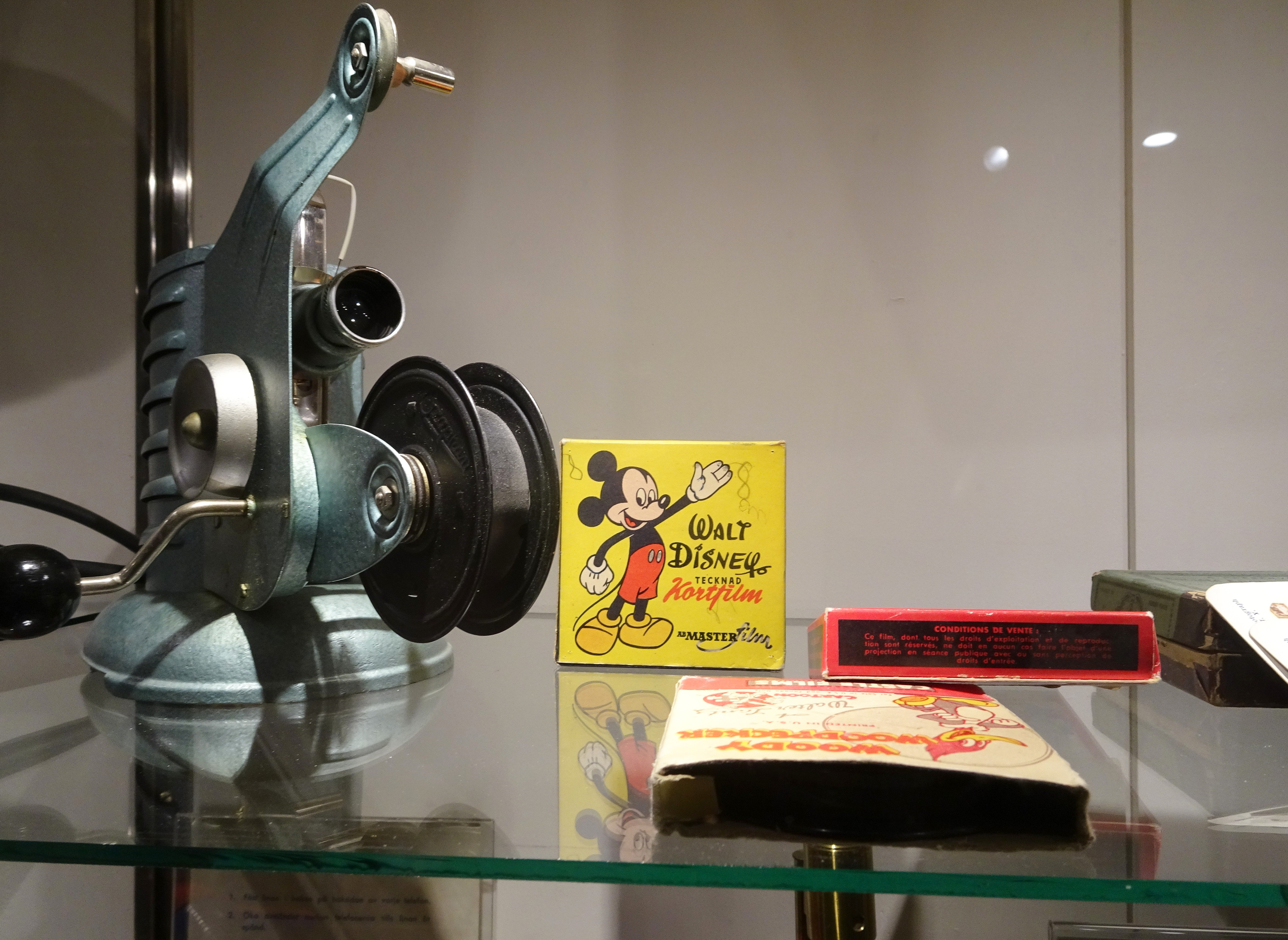
Filmprojektor
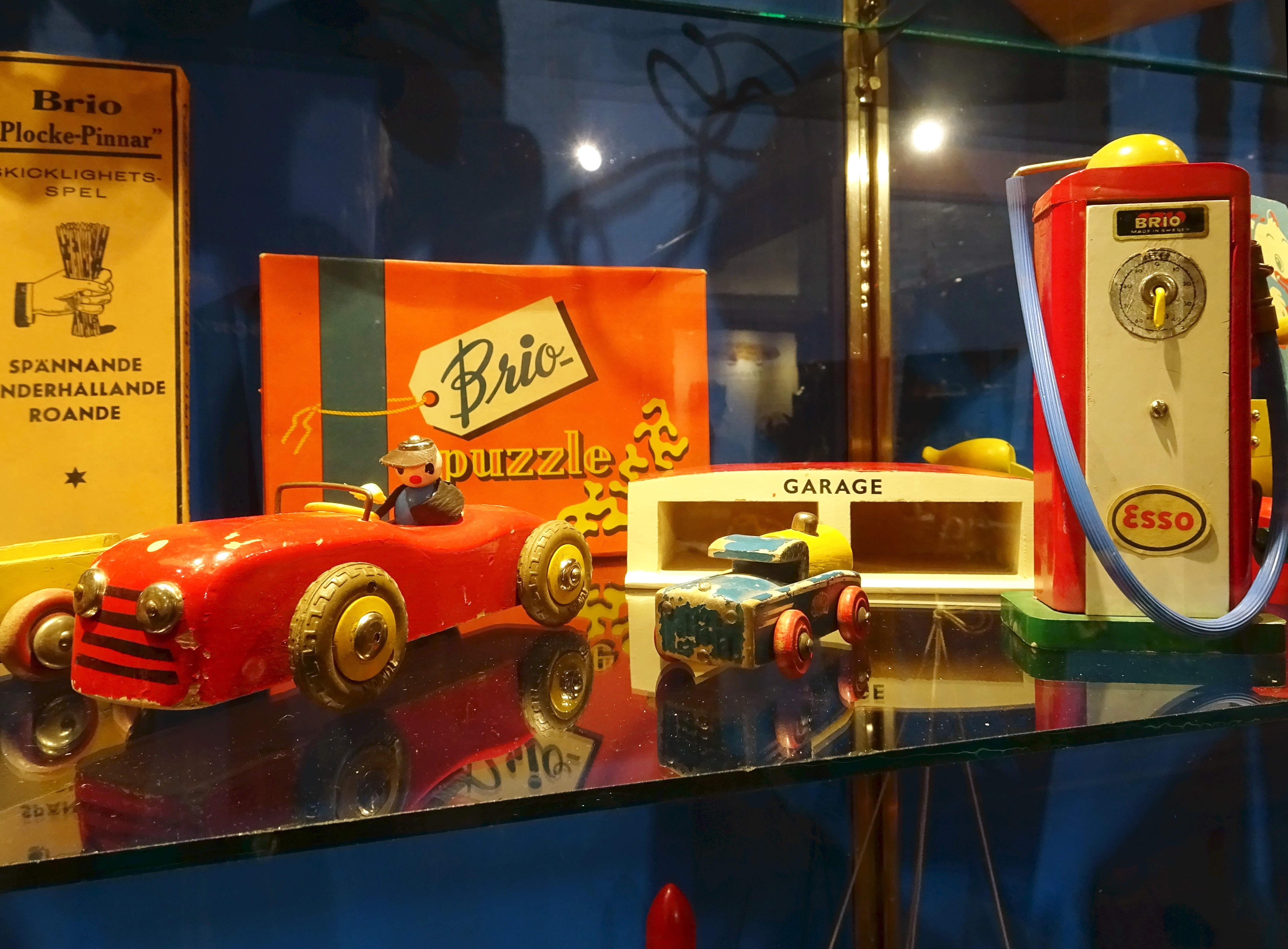
Brio-leksaker
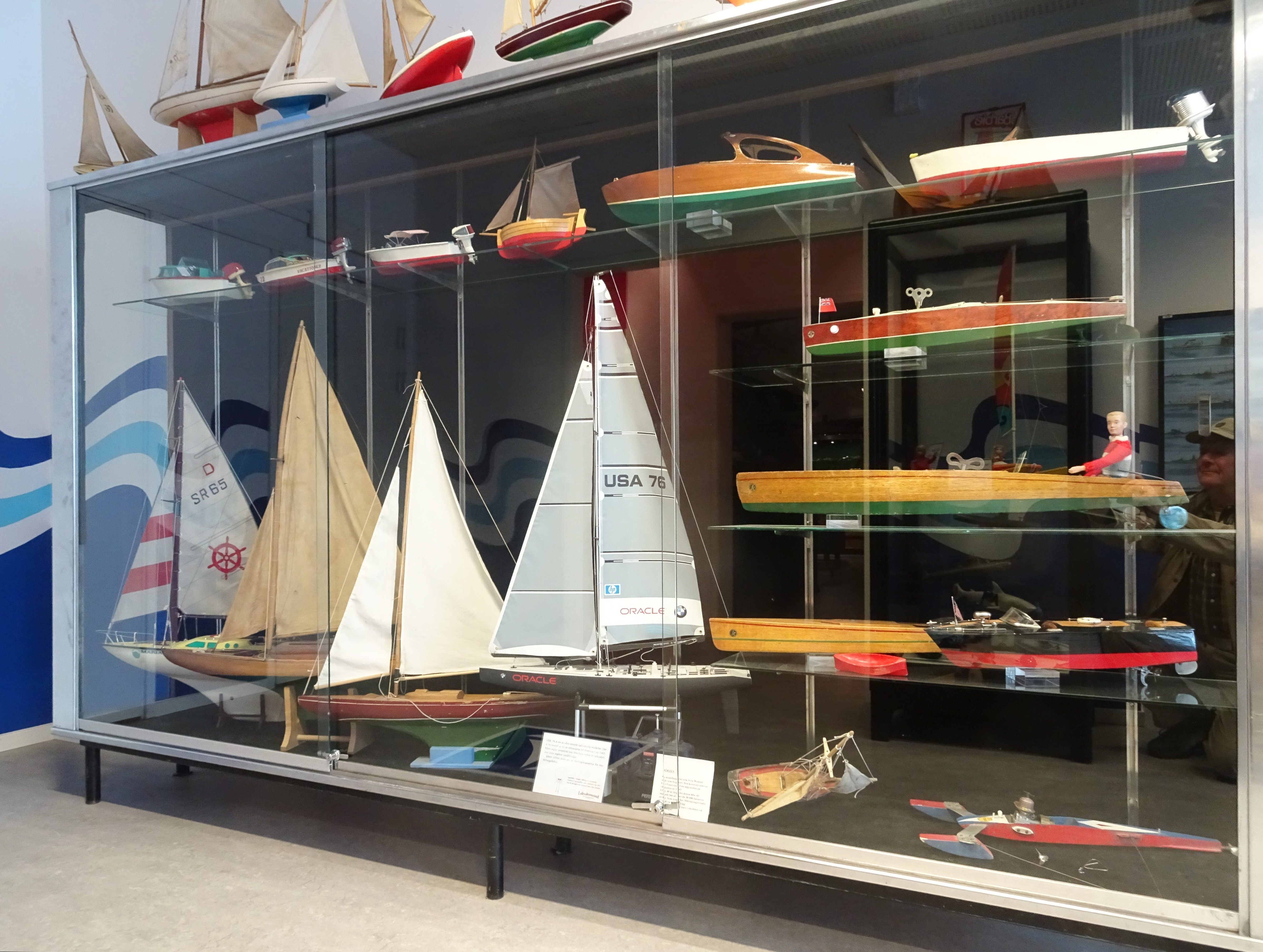
Båtar